# Deirdre Carasso
Deirdre Carasso (1970) is een Nederlands bestuurder. Ze is sinds 2020 directeur van de Bibliotheek Utrecht. Voor die tijd, vanaf 2016, was ze directeur van het Stedelijk Museum Schiedam.

## Biografie
Deirdre Carasso studeerde kunstgeschiedenis aan de Universiteit van Amsterdam en archiefwetenschap.
Ze was tot 2022 lid van de raad van toezicht van Scapino Ballet Rotterdam tot ze op 1 juli 2022 voor een periode van vier jaar benoemd werd als lid van de Raad voor Cultuur. 

Ze was ook extern adviseur van de kunstcommissie van de Rabobank en ze is voorzitter van het Fentener van Vlissingenfonds.

### Loopbaan
Deirdre Carasso werkte in een aantal verschillende functies bij het Nationaal Archief. Vervolgens was ze tien jaar bij Museum Boijmans Van Beuningen in Rotterdam, eerst als hoofd educatie en publieksbegeleiding en daarna als hoofd relaties en filantropie.
Van 2016 tot 2020 was Carasso directeur van het Stedelijk Museum Schiedam. Ze had als taak om het museum, waar het niet goed mee ging, weer op de rails te krijgen. Dat is haar goed gelukt.
Het aantal bezoekers verdubbelde. In 2019 won het museum de Museumprijs van de  BankGiro Loterij voor het meest  publieksvriendelijke museum van Nederland. Bij haar vertrek zei ze dat dit de leukste baan was die ze ooit had gehad.

### Bibliotheek Utrecht
Op 16 december 2020 werd Carasso directeur-bestuurder van de Bibliotheek Utrecht. Ze volgde Ton van Vlimmeren op, die deze functie ruim 20 jaar had vervuld. Carasso begon haar nieuwe baan midden in de coronapandemie. Ze was blij om met het team van de bibliotheek op dertien plaatsen in de stad een bijdrage te kunnen leveren aan het realiseren van ontmoetingsplekken, waar nieuwsgierige mensen naar toe komen om "(elkaar) iets te leren, over zichzelf, een ander of de wereld. Zo draagt de Bibliotheek Utrecht bij aan een sterke stad."
In juni 2021 schreef Sander Becker in Trouw een artikel met als kop: "Deirdre Carasso komt de bieb redden". Hij probeerde met die kop uit te drukken dat ze het "kunststukje" dat ze in Schiedam had uitgehaald, nu in Utrecht ging proberen. Weliswaar had (en heeft) Carasso bij haar aantreden als directeur van de Openbare Bibliotheek grote ambities, maar zelf vond ze de gekozen kop toch vooral heel "irritant". Ze zei in een interview in oktober: de Utrechtse bibliotheek "hoeft niet gered te worden". Wel sprak ze (in een interview in april 2021) als belangrijke ambitie uit de bewoners van Utrecht nog meer te betrekken bij de bibliotheek.
Op haar werkkamer in de bibliotheek hangt een portret van Elizabeth de Clercq.

## Publicaties
Carasso publiceerde onder meer:
- Carasso, Deirdre (1995). Verslag van de stage bij de Hannema-de Stuers Fundatie, Heino, januari 1995 - juli 1995. Deirdre Carasso, Amsterdam.OCLC 825731789
- Jaski, B., Deirdre Carasso (2001). Schappelijk welzijn op maat : een institutioneel onderzoek naar beleidsterreinen binnen het taakgebied welzijn, 1945-1996. Rijksarchiefdienst/PIVOT ; Ministerie van VWS, [Den Haag]. ISBN 9789059090071. OCLC 67201878
- Boschma-Aarnoudse, Corrie, Deirdre Carasso, Angelique Friedrichs, Marijke Carasso-Kok, Carry van Lakerveld (2003). Een curieus werck : oorlog en vrede verbeeld in een zeventiende-eeuwse maquette. Verloren, Hilversum. ISBN 9789065507488.OCLC 902084021
- Carasso, Deirdre, Lia de Boer, Stichting UvA Vertalers (Amsterdam) ([2005]). De verdieping van Nederland : duizend jaar Nederland aan de hand van topstukken uit de Koninklijke Bibliotheek en het Nationaal Archief = Legacy of the Netherlands : a thousand years of Dutch history based on treasures from the Koninklijke Bibliotheek and the Nationaal Archief. Koninklijke Bibliotheek, Nationaal Archief, Den Haag, Amsterdam. ISBN 9789076452654. OCLC 783310018
- Carasso, Deirdre, Jonieke van Es, Hanneke de Man, Eefje Breugem (2012). Collectieboek Museum Boijmans Van Beuningen. Museum Boijmans Van Beuningen, Rotterdam. ISBN 9789069182568. OCLC 803991189
- Deirdre Carasso, Catrien Schreuder, M. Carasso-Kok, Maartje Kuiper (2014). De kleine kunstkijker : museumgids voor jong en oud. Museum Boymans-van Beuningen, Rotterdam. ISBN 9789069182735. OCLC 881523589
- Corneille, Maarten Bertheux, Brenda Zwart, Deirdre Carasso, Stedelijk Museum Schiedam ([2018]). Corneille, zijn wereld. Scriptum, Schiedam. ISBN 9789463191487. OCLC 1054393461 (Tentoonstellingscatalogus)